# Levrnaka
Levrnaka ist eine unbewohnte kroatische Insel in der Adria. Sie gehört zur Gruppe der Kornaten und zum Nationalpark Kornaten.
Die Insel liegt vor der Südwestküste der Insel Kornat, ist 3,2 km lang, bis zu 1,2 km breit und hat eine Fläche von 1,83 km². Die größte Erhebung hat eine Höhe von 117 Metern.